# Pedro Valenzuela
Pedro Valenzuela fue un político argentino, perteneciente al Partido Demócrata Nacional, que se desempeñó como Gobernador de San Juan entre el 15 de enero de 1942 y el 27 de junio de 1943, cuando fue depuesto por la Revolución del 43.	
Nació en el poblado de Santa Rosa. Fue uno de los fundadores del Rotary Club de la Provincia de San Juan.
Su vicegobernador fue Horacio Videla. Durante su gobierno reemplazó las juntas departamentales de riego por una Junta Provincial, formada por representantes del gobierno y de los regantes, y técnicos. Transformó el Banco Provincial en el Banco de la Provincia de San Juan, de capital y organización mixta entre gobierno y privados. Fijó el salario mínimo para los obreros de la vendimia y creó la Lotería Provincial como sustento de la Caja de Asistencia Social.
Creó la Dirección Provincial del Hogar Obrero y propuso la destrucción inmediata de los ranchos y conventillos de la capital y de las zonas rurales. Inició la construcción masiva de viviendas con dos grupos de doscientas casas cada uno, los barrios Rawson y Rivadavia de la capital provincial.
Una escuela del barrio de Divisoria, en Caucete, lleva su nombre.